# Sara Fajira
Sara Fajira (ur. 3 maja 1996 w Surabai) – indonezyjska piosenkarka.
Zainteresowanie muzyką zaczęła przejawiać w młodym wieku. W wieku 14 lat wzięła udział w dziecięcym konkursie wokalnym – Idola Cilik 2, a w 2016 roku wystąpiła w programie Just Duet na antenie stacji NET TV, gdzie odniosła sukces, zajmując drugie miejsce. W 2018 roku Sara Fajira zdobyła nagrodę dla najlepszej debiutantki na gali muzycznej Anugerah Planet Muzik, której celem jest wyróżnienie muzyków z Indonezji, Malezji, Singapuru i Brunei Darussalam. Współpracowała z grupą muzyczną Weird Genius, czego owocem stał się utwór „Lathi”, który w 2020 roku przyniósł jej nagrodę AMI (Anugerah Musik Indonesia).

## Dyskografia
- „You Know” ft. Kenny Gabriel (2018)
- „Tersimpan di Hati” ft. Eka Gustiwana, Prince Husein (2018)
- „Jika” ft. Hedi Yunus (2019)
- „Cerita Dua Insan Dibalik Senja” ft. Hello Maya (2019)
- „Lathi” (ꦭꦛꦶ) ft. Weird Genius (2020)
- „Getting Over You” ft. Eka Gustiwana, Osvaldo Nugroho (2020)
- „I Miss U” (2020)